# Raymond Bracken
Raymond Cope „Ray“ Bracken (* 8. Januar 1891 in Steubenville; † 23. Oktober 1974 in Columbus) war ein US-amerikanischer Sportschütze.

## Karriere
Raymond Bracken, von Beruf Holzfäller, nahm an den Olympischen Spielen 1920 in Antwerpen teil. Mit dem Armeerevolver belegte er in der Einzelkonkurrenz über 30 m mit 272 Punkten den zweiten Platz hinter Guilherme Parãense, der 274 Punkte erzielt hatte. In der Einzelkonkurrenz über 50 m verpasste er dagegen eine vordere Platzierung. Im Mannschaftswettbewerb über 50 m gewann er gemeinsam mit Karl Frederick, Michael Kelly, Alfred Lane und James Snook mit einem deutlichen Vorsprung vor dem schwedischen Team die Goldmedaille.